# Theophilea
Theophilea — род жесткокрылых из семейства усачей.

## Описание
Усики немного длиннее тела, в длинных ресничках, третий сегмент почти вдвое длиннее первого сегмента.

## Систематика
В составе рода:
- Theophilea cylindricollis Pic, 1895
- Theophilea subcylindricollis Hladil, 1988